# Apanhar a Kaidash
Apanhar a Kaidash é uma série de comédia/drama ucraniana criada em 2020 pela ProKino para o canal СТБ. O programa é baseado no romance Família Kaidash de Ivan Nechuy-Levytsky. O programa estreou em 2 de março de 2020 e teve uma recepção positiva, mas a sua roteirista e produtora executiva Natalka Vorozhbyt afirmou que não tem planos de criar uma segunda temporada.